# The Return of Chef
The Return of Chef is de 140ste aflevering van de door Comedy Central uitgezonden animatieserie South Park. Hij verscheen voor het eerst op 22 maart 2006. Deze aflevering werd gemaakt na een ruzie van Isaac Hayes, die Chef speelt, en Trey Parker en Matt Stone, de bedenkers van South Park. De ruzie ging over de aflevering Trapped in the Closet, waarin Parker en Stone het geloof van Hayes, Scientology, op de hak hebben genomen. De Super Adventure Club staat hierbij model voor Scientology, en Chef voor Isaac Hayes die tussen Scientology en South Park koos en hierbij uiteindelijk voor Scientology koos. Voor de stem van Chef werden eerdere door Hayes ingesproken fragmenten gebruikt.

## Plot
De aflevering begint met een flashback op het feit dat Chef er niet meer is. Hij is namelijk naar een club gegaan genaamd 'The Super Adventure Club' (De Super Avonturen Club). Drie maanden later vervelen Stan Marsh, Eric Cartman, Kyle Broflovski en Kenny McCormick zich met het spelen van UNO. Plotseling wordt er aangebeld en staat Chef ineens voor hun neus. De 4 jongens zijn zeer verheugd en Chef ook. Chef is voorgoed terug!
Ondertussen weten de andere bewoners van South Park ook dat Chef terug is en ontvangen hem hartelijk. Chef mag van The Super Adventure Club thuis wonen maar nog steeds bij de Club horen. Als Chef met de kinderen zijn huis weer gaat inrichten zegt Chef dat hij weer in de keukens van hun school gaat werken. Als de kinderen weg willen gaan schreeuwt Chef opeens 'Good bye. Children!!!' (Tot ziens. Kinderen!!!). Hierdoor worden Stan, Cartman, Kyle en Kenny nogal verward. Cartman vindt dat Chef nogal vreemd over kwam door zijn overslaande stem.
Als de jongens op school zijn komt hun klasgenoot Clyde Donovan plotseling naar hen toe en zegt dat Chef met hem had gepraat over een nogal vreemd onderwerp. 'I think... I think he wants to have sex with me' (Ik denk... Ik denk dat hij seks met me wilde hebben). Als de jongens hun lunch ophalen blijkt Chef hetzelfde met de jongens te willen doen (seks hebben dus). En hij praat nog steeds met een overslaande stem.
Er komt een detective langs bij de klas van Stan & Co die vraagt of Chef met de kinderen ooit seksueel contact heeft gehad. De hele klas zegt dat Chef nooit op een van getoonde manieren heeft aangeraakt. Als de kinderen uit school komen zien ze Chef en waarschuwen hem dat hij snel weg moet voordat de politie hem gaat arresteren. Chef blijkt doof te zijn voor die waarschuwingen.
De jongens denken dat Chef misschien een hersenbeschadiging of iets dergelijks heeft gehad en gaan naar The Super Adventure Club om te kijken of zij er misschien meer over weten. Bij The Super Adventure Club wordt het al snel duidelijk: The Adventure Club is geen club waar er activiteiten, zoals jagen in de Amazone, worden gedaan zoals de jongens het zich ook voorstelden. Maar The Super Adventure Club is een club met maar één doel: Kinderen over de hele wereld verkrachten. Ze geloven dat seks met kinderen het geheim van de eeuwige jeugd is.
De leider van The Super Adventure Club wil de jongens dwingen zich bij de club aan te melden met een hypnoseachtig apparaat. Dat blijkt niet voor iedereen te werken, want de jongens blijven gewoon. De jongens ontsnappen en snappen dat Chef gehypnotiseerd is. Eenmaal thuis gaan ze met Chef naar een psychiater. De psychiater begrijpt de situatie en heeft een idee.
Ze gaan Chefs oude hobby weer oppakken voordat hij seks wilde hebben met kinderen. Die hobby is namelijk seks hebben met vrouwen. Ze naar een pub met paaldanseressen. In het begin lijkt het niet te werken maar als er een moddervette zwarte stripster ten tonele verschijnt, krijgt Chef zijn normale gedrag weer terug. Als hij zijn oude gewoontes volledig terug heeft komen alle Super Adventure Clubleden naar South Park en ontvoeren Chef.
De jongens gaan snel naar The Super Adventure Club en komen te weten dat Chef in een kerker wordt geïndoctrineerd. Ze bevrijden Chef en vluchten over een brug die over een afgrond gaat. Vlak voordat Chef aan de overkant is probeert de leider van The Super Adventure Club Chef over te halen om toch terug te komen. Dat lukt. Maar zodra Chef terugkeert wordt de brug door de bliksem geraakt en valt Chef in de afgrond maar overleefd. Maar in de afgrond komen een poema en een bruine beer op Chef af en bijten zijn been en gezicht af.
De jongens gaan diep betreurd terug naar South Park en daar wordt een begrafenis georganiseerd voor Chef en het hele dorp is aanwezig. Kyle houdt een toespraak over dat ze de mooie herinneringen met Chef niet mogen vergeten.
Maar ondertussen blijkt The Super Adventure Club Chef te opereren, en ze geven hem nieuwe ledematen en een masker voor zijn verminkte gezicht. Dit is natuurlijk een parodie op Star Wars waarin het personage Anakin Skywalker een masker krijgt en Darth Vader wordt. Chef lijkt daar precies op, afgezien van het feit dat hij nog steeds een kokmuts draagt, en een opvallende rode trui, en in plaats van een lichtzwaard krijgt hij een rode houten lepel. Zelfs de eerste zin van de leider van de Super Adventure Club is gelijk aan de eerste zin van de Emperor Chef blijkt weer een pedofiel te zijn en hoort weer bij The Super Adventure Club.

## Trivia
- De stem van Darth Chef was ingesproken door Peter Serafinowicz, die de stem van Darth Maul insprak in Star Wars: Episode I: The Phantom Menace.